# Арсалан, Али
Али Арсалан (род. 8 мая 1995, Амоль, Мазендеран) — сербский борец греко-римского стиля иранского происхождения, чемпион мира, призёр чемпионата мира и Европы.

## Биография
Родился 8 мая 1995 года в иранском Амоле. В 2014 и 2015 году становился чемпионом Азии по греко-римской борьбе среди юниоров в категории до 60 кг и до 66 кг соответственно. 
В 2017 году на чемпионате Азии в Индии, представляя Иран, в весовой категории до 66 кг стал обладателем бронзовой медали.
В 2022 году сменил гражданство, став членом сборной Сербии по борьбе. На чемпионате Европы в Будапеште в категории до 72 кг стал обладателем третьего места. 
На чемпионате планеты в Сербии в 2022 году в весовой категории до 72 кг, Али завоевал золотую медаль в весовой категории до 72 кг. В финале был повержен соперник из Азербайджана Ульви Ганизаде.
На чемпионате мира по борьбе 2023 года, который проходил в Белграде, Арсалан в весовой категории до 72 кг, сумел завоевать бронзовую медаль, победив в утешительном финале японца Шинго Хараду.